# Redundantie (taalkunde)
Redundantie betekent in de taalkunde dat bepaalde taalcomponenten overbodig zijn voor de informatieoverdracht. Die overbodige componenten zelf worden redundant genoemd.
Redundantie betekent niet dat de overbodige elementen kunnen worden weggelaten. Weliswaar leveren ze de hoorder of lezer geen extra informatie op; maar ze zijn (meestal) toch nodig, doordat de taalregels hun gebruik voorschrijven.

## Spelling
We kunnen woorden opschrijven; dat betekent dat we met letters een bepaalde woordvorm weergeven. Het letterbeeld moet ons ten minste duidelijk maken welk woord er bedoeld wordt. Dus hebben we regels voor het schrijven: de spellingregels.
Een spellingregel luidt dat de lettervolgorde dient overeen te komen met de klankvolgorde van het gesproken woord. Deze volgorderegel brengt redundantie met zich mee: precieze overeenkomst is niet altijd nodig.

### Verwisseling
In deze zin ztiten een praa opztetelijke schijrffoutne
terwijl de zin toch zonder veel moeite te lezen is. De lezer leest niet letters, maar woorden, en het woordbeeld wordt weliswaar aangetast, maar blijft toch goeddeels behouden. Blijkbaar kan de lezer met minder informatie toe, en ook weglating van letters is soms mogelijk, ook al spreken we dan van een "spelfout".
Volgens een Engels onderzoek maakt het niet uit in welke volgorde de letters in een woord staan; het enige wat belangrijk zou zijn, is dat de eerste en de laatste letter op de juiste plaats staan. Dat gaat wat ver; in
ueeiiinrstvt
staan de u en de t op hun plaats, maar wie herkent er "universiteit" in? Geringer verwisselingen leveren inderdaad geen problemen op:
univresiteit — unirevsiteit.

### Weglating
Ook kleine weglatingen leveren geen probleem op in de informatieoverdracht. Iedereen begrijpt het foute
univrsiteit.
De volgende zin is fout gespeld, maar is voor iedereen begrijpelijk:
Het word wel wat laat om nu nog te vertrekken.
In dit geval wordt er niet eens een spraakklank weggelaten. Maar voor de spelling gelden méér regels dat die van de klankovereenkomst: zo is spelling ook een weergave van de grammatica (in dit geval had het stam + t moeten zijn).

### Klinkers
Er zijn talen die alleen medeklinkers schrijven; de klinkers worden weggelaten. Dat zou in het Nederlands ook kunnen — soms:
K hb ht zknhs bzcht
valt wel te herkennen als "Ik heb het ziekenhuis bezocht"; maar de marktkreet
M n!!
levert meer problemen op: wie ontdekt dat hier "Mooie uien" is opgeschreven? De regel dat we klinkers moeten opschrijven is redundant — maar slechts gedeeltelijk redundant.

### Redundantie: teken of regel?

#### Teken
Dit roept de vraag op welke lettertekens precies redundant zijn, zodat ze weggelaten kunnen worden. Het brengt tevens de vraag mee hoeveel letterwisseling nog mogelijk is zonder dat de informatie wordt aangetast. Die vragen zijn echter niet zomaar te beantwoorden: vaak kunnen we niet één bepaald letterteken aanwijzen dat overbodig is. Evengoed zou juist een ánder teken kunnen worden verwisseld of weggelaten.

#### Regel
Te concluderen valt slechts dat de spellingregel ("lettervolgorde voegt zich naar klankvolgorde") redundatie bevat: het "kan wel wat minder" dan die regel voorschrijft. Als we enkele tekens weglaten of verwisselen, wordt nog steeds hetzelfde woord begrepen; de spelling verandert wel, maar ze duidt nog steeds hetzelfde woord aan.
Doordat een groep letters als een geheel woord wordt gelezen, niet als een klankopeenvolging, verandert niet de informatie-inhoud: het gebrekkige woordbeeld verwijst nog steeds naar hetzelfde woord. Wat wel verandert, is de weergave, en in het geval van de spelling ligt er dan ook redundantie in de weergave.

## Klankleer
Het Nederlands heeft ongeveer veertig spraakklanken, die uiteraard alle verschillend worden uitgesproken: dat onderscheidt ze van elkaar.
- De ie ligt voor in de mond, de oe achterin. Er is een verschil in de plaats van articulatie. Toch zijn er ook overeenkomsten: beide klinkers zijn "gesloten": de tong ligt dicht bij het verhemelte. En in beide gevallen trillen de stembanden: we zeggen dan dat dit stemhebbende klanken zijn. Wat de twee klanken van elkaar onderscheidt, wat ze individualiseert, is dus de plaats van uitspraak: daardoor kunnen we onderscheiden tussen woorden als kiekje en koekje. De plaats van articulatie is een wezenlijk kenmerk, beslist geen redundant kenmerk: we weten daardoor dat het om een fotootje gaat, of juist om een versnapering.

Sommige klankkenmerken zijn echter wél redundant. Die kenmerken voegen geen extra informatie toe:
- In de woorden kat en kit zijn de k-klanken iets verschillend; dat komt door de aangrenzende klinker. De k blijft voor de toehoorder herkenbaar als k. Toch is de redundantie functioneel: in deze gevallen is het gemakkelijker, de k's iets verschillend uit te spreken.
- In meet en meer voegt de ee zich naar de volgende medeklinker; het verschil is hoorbaar, maar daardoor verandert de betekenis niet. Toch is deze redundantie functioneel; als de t, of de r, slecht te horen valt, geeft de klinker een aanwijzing omtrent de medeklinker die gaat volgen.
- In bos en bod zijn de o-klinkers verschillend. Met een beetje moeite kun je ze onderling verwisselen in de uitspraak; dit zou geen betekenisverschil teweegbrengen.

## Woordvorm en zinsbouw leveren tezamen redundantie op
Een woord kan in vorm variëren, zonder dat het een ander woord wordt. De taalgebruiker ervaart het als "één woord", met verschillende "vormen".

### Werkwoord
De werkwoordsvormen eet en eten zijn twee vormen van hetzelfde werkwoord. Wel geven ze verschil in informatie. Eet maakt ons duidelijk dat er één persoon iets nuttigt: er kan "ik" voor staan, of "jij", of "hij". Daarentegen weten we dat het bij eten over meerdere personen gaat: "wij", "jullie", "zij allemaal". Er is, zegt de grammatica, een verschil in getal.
Die personen waarover we het hebben, zullen ook doorgaans genoemd worden:
- Ik eet deze week niet.
- Wat eten wij vandaag?

En die personen geven opnieuw het getal aan: nu eens enkelvoud, dan weer meervoud. In elk van de voorbeeldzinnen wordt het getal tweemaal aangegeven. Dat de eerste zin enkelvoud is, is te zien door dat ik, maar ook doordat de werkwoordsvorm niet op -en eindigt. Dat de tweede zin meervoud is, is te zien aan wij, maar ook aan de uitgang -en.
Twee signalen voor hetzelfde: hier is van redundantie sprake. Inderdaad is de uitgang -en weg te laten, zoals het Engels dat doet. Dan nog zit er voldoende informatie in het persoonlijk voornaamwoord (ik of juist wij). (In Latijn is alle informatie in het werkwoord te stoppen en kan het voornaamwoord weggelaten worden). Bij dubbele informatie kan een van de informatiedragers weg. In theorie... in de praktijk bestaan grammaticale regels en die verbieden hier iets weg te laten.

### Bijvoeglijk naamwoord
Het bijvoeglijk naamwoord heeft ten minste twee vormen.
- een lang verhaal — een lange roman.

De grammatica beregelt wanneer hier een -e noodzakelijk is. Verhaal is een "het-woord", en krijgt in het voorbeeld géén -e. Wel een -e is nodig bij het "de-woord" roman. Dat weten we dan: blijkbaar is het ene woord "het-woord", het andere "de-woord"; maar het is informatie waarvan we ons zelden bewust zijn en de meeste moedertaalsprekers kunnen ook niet uitleggen waaróm zij soms wel, soms niet een -e gebruiken: het lijkt een kwestie van gevoel.
De -e is dan ook redundant. Hij moet er staan en hij maakt ons ook duidelijk bij welk woord hij hoort; maar dat wisten we toch al. De zinsbouw maakt het ons immers duidelijk: het bijvoeglijk naamwoord staat vóór het zelfstandig naamwoord waarbij het hoort. Het Frans en het Indonesisch mogen het dan anders doen, maar in het Nederlands is er geen misverstand mogelijk. Weglaten van de -e zou de betekenis niet aantasten.
En soms staat zelfs de grammatica toe dat we zo'n -e laten vervallen:
- een Belgisch schrijver — een Belgische schrijver.

Zulke varianten kunnen tot verhitte discussies leiden: Wat is juist? Er is maar één antwoord en dat is dat allebei even correct zijn. In sommige gevallen moet de -e gebruikt worden (een lange roman), in andere gevallen mág dat (een Belgisch(e) schrijver); maar in al die gevallen is hij redundant en zou weglating niet tot informatieverlies leiden.

### Zelfstandig naamwoord
In de zin
- Patricks boek is zoek

staat het zelfstandig naamwoord Patrick in de bezitsvorm : er is een -s achter gekomen. Die -s is redundant. We hebben twee signalen die aangeven dat Patrick de bezitter is: de -s, maar ook de positie van het woord vóór boek. De -s is grammaticaal vereist, voor het begrip echter onnodig.
Ook de meervoudsvorm kan redundant zijn.
- Drie kleine kleutertjes, die zaten...

Het telwoord geeft al aan dat er van meervoud sprake is, dus die -s is eigenlijk niet meer nodig en soms kan de meervoudsvorm zelfs worden weggelaten:
- Drie man in een boot

Maar de meervoudsvorm is niet altijd redundant. Als er geen telwoord is, voegt het meervoud wel informatie toe en in
- We schilderden de deuren

is dat laatste -en zeker niet overbodig; door weglating zou de betekenis geheel veranderen.

## Zinsbouw
In de syntaxis kan redundantie optreden zonder dat er, zoals in de gevallen hierboven, van directe wisselwerking met woordvormen elders in de zin sprake is.
- Mijn tante zette haar hoed af

"Haar" geeft een bezit aan, en vermeldt daarnaast het geslacht van de bezitter. Beide zijn strikt genomen overbodig; we weten dat mijn tante een vrouw is, en we begrijpen dat de hoed die ze afzet, de hare is. Er is wel verband tussen haar en tante; dat is een verband in de betekenis. Met de woordvorm van tante heeft het niets te maken.
Dus was de hoed ook duidelijk geweest, en er zijn ook talen waarin een uitdrukking wordt gebruikt die equivalent is aan Mijn tante zette hoed af — dus zonder haar of zelfs de.

## Afleiding
Van woorden kunnen op allerlei manieren afgeleide woorden worden gemaakt. De voor- of achtervoegsels kunnen redundantie vertonen: als ze er niet waren, zouden we het woord desondanks begrijpen. In de volgende voorbeelden kan het onderstreepte deel niet weg, doordat het nu eenmaal bij het woord hoort; zo is dat woord gevormd. Toch is het onderstreepte deel redundant, want extra informatie levert het niet op.
- belachelijk
- onuitsprekelijk
- ouderdom
- omwenteling

## Samenstelling
Samenstellingen ontstaan als ten minste twee bestaande woorden worden samengevoegd. Een aantal gebruikelijke samenstellingen vertonen redundantie. De volgende voorbeelden zijn een selectie.
- een x-aantal
Hier staat x voor een getal van onbekende grootte. Maar getallen worden doorgaans samengevoegd met -tal, niet met aantal: "een drietal", "een tweetal". Dus is tal redundant. Er kan zelfs worden volgehouden dat een x-aantal niets anders betekent dan "een aantal"; dan is juist x redundant. De taalgebruiker ziet de redundantie waarschijnlijk niet, en dit valt te verklaren uit het feit dat x niet bewust als getal wordt herkend. De redundantie heeft in het taalgebruik burgerrecht verkregen.
- ISBN nummer
De N van ISBN betekent al "nummer", en hier is dus hetzij het woorddeel nummer redundant, hetzij de N: voldoende zou zijn "ISB-nummer" of kortweg "ISBN". Maar deze redundantie heeft een functie: doordat ISBN een afkorting is, wordt de N niet meer als "nummer" herkend, en de toevoeging, hoewel technisch overbodig, verduidelijkt de betekenis.
- OPEC-landen
De C staat voor "countries", en doorgaans is toevoeging van landen niet meer nodig — tenzij we afzonderlijke landen bedoelen die bij de organisatie behoren.

## Semantiek
Redundantie in woordbetekenissen komt vaak voor:
- Je moest je de ogen uit het hoofd schamen.
- Ik zou het doen, al moest ik me de zolen ervoor van mijn schoenen lopen.

Dat de ogen in het hoofd zitten, weet iedereen wel. Ook dat zolen bij schoenen horen, is bekend. Toch zouden de uitdrukkingen onzinnig worden als het hoofd, of mijn schoenen, werd weggelaten.

## Tautologie en pleonasme
De constructies tautologie en pleonasme worden weliswaar afgekeurd, maar ze kunnen als stijlfiguur worden gebruikt:
- En zo is de cirkel weer rond. (tautologie: een cirkel is altijd rond, en hier staat dus: "A = A")
- Een mooie ronde cirkel heb jij getekend, zeg! (pleonasme: van een cirkel hoef je niet te zeggen dat hij rond is, en hier staat: "een A-achtige A").

Beide stijlfiguren zijn echter functioneel; er mag dan logisch gezien redundantie zijn, maar de uitdrukkingen brengen beide een heldere boodschap over.

## Grotere eenheden
Redundantie tussen zinnen is gebruikelijk. Men zegt of schrijft iets nog eens, meestal met andere woorden.
- In gesproken taal herhaalt men zich, en wendingen als met andere woorden, dus, kortom of  ik bedoel dus kunnen dit aangeven.
- In het geschreven taalgebruik vat men het betoog samen, of leidt het juist in door aan te kondigen wat men gaat zeggen. Schrijfcursussen bevelen wel aan om in iedere alinea een topic sentence op te nemen: een zin die de bedoeling van de alinea in het kort weergeeft. Strikt genomen is zo'n zin overbodig; maar hij maakt het lezen van zakelijke teksten wel veel eenvoudiger.

## Functie
Redundantie kan als voordeel hebben dat de taaluiting gemakkelijker te begrijpen wordt; de lezer of luisteraar krijgt immers meer signalen aangeboden dan strikt noodzakelijk is. Daar staat het nadeel tegenover dat de schrijver of lezer juist meer signalen moet aanbieden dan het minimum. Dit laatste is ook voor tweedetaalverwervers een probleem; zij bedienen zich soms van vormen waaruit redundantie is weggelaten:
- Ik niet begrijpen (zowel de vervoegingsredundantie als de volgorderedundantie zijn hier afwezig).

Een ander voordeel van redundantie is juist het gemak dat het de spreker oplevert: de /k/ in /ki/ wordt anders uitgesproken dan die in /ka/ doordat dit de tong beter uitkomt.